# Renato Pé Murcho
Carlos Renato Frederico, mais conhecido como Renato ou ainda Renato Pé Murcho (Morungaba, 21 de fevereiro de 1957), é um ex-futebolista brasileiro que atuava como atacante.
O apelido "Pé Murcho" foi-lhe dado por Sócrates porque sua maior deficiência como jogador seria o chute, supostamente fraco.

## Carreira
Renato começou no futebol de salão. Quando tinha 16 anos, tentou a sorte no Palmeiras, seu time de coração, mas não passou nas peneiras. Mas logo entrou para os juvenis do Guarani. Aos 18 anos, já se destacava nos profissionais, apontado como uma das principais revelações do Campeonato Brasileiro.
O meia teve papel fundamental na conquista do Campeonato Brasileiro de 1978 pelo clube do interior paulista, participando de todas as partidas da campanha e marcando gols nas quartas de final e nas semifinais da competição.
No primeiro semestre de 1980, Renato acabou levado pelo São Paulo. Teve grandes atuações na conquista do Campeonato Paulista, dando, inclusive, o passe para que Chulapa sacramentasse o título. No ano seguinte, o bicampeonato estadual contou também com gol do Pé Murcho diante da Ponte Preta. Permaneceu no São Paulo até 1984, vendido ao Botafogo durante reformulação encabeçada por Cilinho.
Em 1985, teve passagem apagada pelo clube carioca.
Em 1986, foi negociado com o Atlético Mineiro, onde conquistou três títulos estaduais. Na Copa União de 1987, jogando mais à frente, no ataque, Renato brilhou na ótima campanha do time de Telê Santana, que caiu na semifinal para o Flamengo. Foi reconhecido como um dos melhores da competição, ao receber a Bola de Prata da Revista Placar.
Renato ficou no Atlético até 1989, quando se transferiu para o Japão. Ele levou o Nissan Motors ao título do Campeonato Japonês e ainda foi o artilheiro e eleito para a seleção do torneio. Permaneceu lá até 1992, disputando a temporada inaugural da J-League pelo Kashiwa Reysol.
Retornou ao Brasil para defender ainda a Ponte Preta e o Taubaté, onde se aposentou.

### Seleção Brasileira
Em 1979, foi convocado por Cláudio Coutinho para integrar o elenco que disputou a Copa América daquele ano.
Foi o camisa 19 de Telê na Copa do Mundo de 1982. No ano seguinte, disputou a Copa América de 1983 como titular no meio-campo.
Pela Seleção Brasileira disputou 25 partidas.

### Legado
Em 2014, foi lançado seu livro biográfico escrito pelo jornalista João Nunes chamado “Renato, o futebol de discreto charme”.